# Сергіївка (Луцький район)
Се́ргіївка — село в Україні, у Луцькому районі Волинської області. Входить до складу Городищенської сільської громади. Населення становить 90 осіб.

## Населення
Згідно з переписом УРСР 1989 року чисельність наявного населення села становила 111 осіб, з яких 57 чоловіків та 54 жінки.
За переписом населення України 2001 року в селі мешкало 87 осіб.

### Мова
Розподіл населення за рідною мовою за даними перепису 2001 року:
| Мова       | Відсоток |
| ---------- | -------- |
| українська | 98,89 %  |
| російська  | 1,11 %   |